# Grégoire Dufosse
Grégoire Dufosse (ur. 27 kwietnia 1985) – francuski narciarz dowolny. Najlepszy wynik na mistrzostwach świata osiągnął podczas mistrzostw w Madonna di Campiglio, gdzie zajął 12. miejsce w jeździe po muldach podwójnych. Nigdy nie startował na igrzyskach olimpijskich. Najlepsze wyniki w Pucharze Świata osiągnął w sezonie 2006/2007, zajął wtedy 22. miejsce w klasyfikacji generalnej, w klasyfikacji jazdy po muldach był dziesiąty, a w klasyfikacji jazdy po muldach podwójnych był siódmy.

## Sukcesy

### Mistrzostwa Świata
| Miejsce | Dzień    | Rok  | Miejscowość          | Konkurencja      | Zwycięzca                 |
| ------- | -------- | ---- | -------------------- | ---------------- | ------------------------- |
| 37.     | 9 marca  | 2007 | Madonna di Campiglio | Jazda po muldach | Pierre-Alexandre Rousseau |
| 12.     | 10 marca | 2007 | Madonna di Campiglio | Muldy podwójne   | Dale Begg-Smith           |

### Puchar Świata

#### Miejsca w klasyfikacji generalnej
- 2003/2004 – 194.
- 2004/2005 – 103.
- 2005/2006 – 91.
- 2006/2007 – 22.
- 2007/2008 – 66.

#### Miejsca na podium
1. Deer Valley – 11 stycznia 2007 (Jazda po muldach) – 2. miejsce